# François de Tournemine de la Guerche
François de Tournemine (1457 – 1529. október 29.), la Guerche ura. XII. Lajos francia királynak a magyar királyhoz, II. Ulászlóhoz akkreditált követe, Candale-i Annával kötött házasságkötése alkalmából.

## Élete

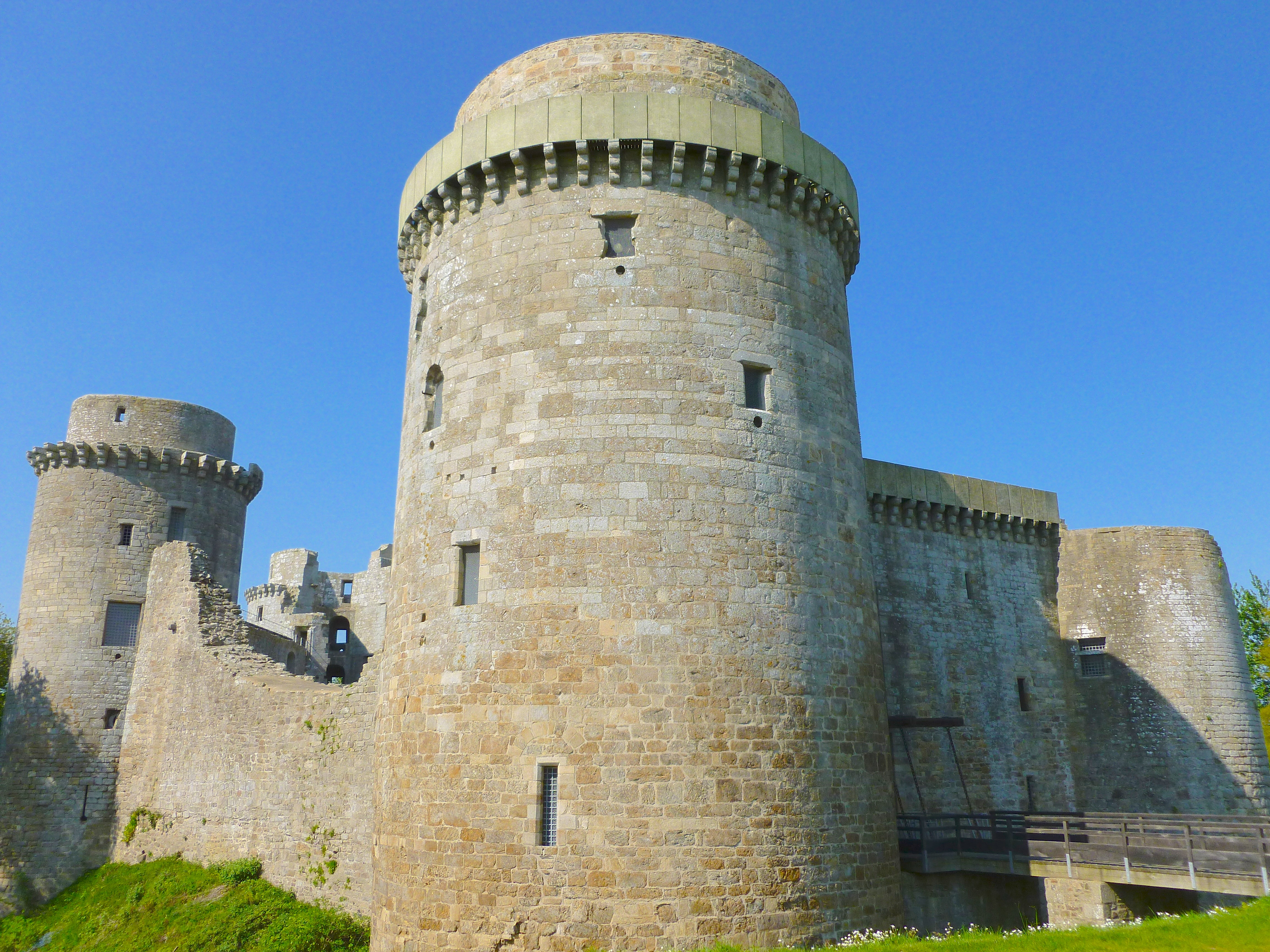
Hunaudaye/Koad Lanveur vára Plédéliacban

A francia udvarban számos breton tevékenykedett I. Anna, Bretagne uralkodó hercegnője és francia királyné körül, akiket Bretagne-ból hozott magával az uralkodónő, és akik jelen voltak a francia politika, kultúra és közélet számos területein. Magyarországra is jutottak el bretonok a királyné környezetéből, akik Candale-i Annával jönnek a magyar udvarba 1502-ben. Közülük került ki többek között a magyar királyhoz akkreditált francia követ, a II. Ulászlónál egy évvel fiatalabb François de Tournemine, la Guerche ura, valamint Pierre Choque, aki megörökítette a követ nevét is. La Guerche bretonul Gwerc'h, teljesebb alakban: La Guerche-de-Bretagne/Gwerc'h-Breizh. Marczali (1877) közlésében az eredeti francia forrásban, a Pierre Choque készítette beszámolóban még le seigneur de la Guerche alakban szerepel konkrét név megjelölése nélkül. Wenzel (1877) már helytelenül Guerchei hercegnek nevezi. Ezt veszi át Fógel (1913) is. Kropf (1895) Jean de la Guierche-ként utal rá rangjelölés nélkül, ráadásul a nevet is módosult alakban közli. A családja volt az egyik legbefolyásosabb és leggazdagabb család Bretagne-ban ebben az időben. Unokatestvére az azonos nevű François de Tournemine (–1500), Hunaudaye (bretonul: Koad Lanveur) ura, akit Bretagne-i Anna apja, II. Ferenc, Bretagne hercege 1487-ben Bretagne főkormányzójává nevezett ki. A magyarországi követ François de Tournemine nőtlenül halt meg 1529-ben, és Nantes-ban van eltemetve.